# هولدنویل (اکلاهما)
هولدنویل(به انگلیسی: Holdenville) شهری در ایالت اکلاهما کشور ایالات متحده آمریکا است که جمعیت آن در سرشماری سال ۲۰۱۰ میلادی، ۵٬۷۷۱ نفر بوده‌است.